# William Robert Brooks
William Robert Brooks (Maidstone, 11 juni 1844 – 3 mei 1921) was een van Amerikaanse astronoom van Britse afkomst die vooral gekend is voor zijn vele ontdekkingen van nieuwe kometen. Hij ontdekte op Jean-Louis Pons na de meeste nieuwe kometen.

## Vroeg leven
Hij was de zoon van een baptistische predikant die emigreerde naar Marion (New York).
Brooks zijn interesse begon op een reis naar Australië waar hij een waarnemer bezig zag met een sextant.
In het begin werkte hij in "the Shepherd Iron Works" in Buffalo, New York, een firma in metaalbewerking.
Later werd hij in Phelps fotograaf waarhij vooral portretfoto's nam.

Hierdoor had Brooks een goede kennis van lenzen en kon zo zijn eigen telescoop ontwerpen en maken. Het duurde een jaar om de 22 cm grote lens te polieren.

## Kometen
Terwijl hij nog in Phelps was ontdekte hij zijn eerste komeet in 1881. In 1886 ontdekte hij 3 nieuwe kometen.
Brooks' succes met ontdekken van kometen viel de zakenman William Smith op. Deze haalde hem naar Geneva (New York) en bouwde voor hem een nieuw huis en observatorium. Brooks werd directeur van het Smith Observatory aan het Hobart College, te Geneva, alwaar hij lessen gaf en zijn astronomisch onderzoek voort zette. Dit onderzoek leverde 16 nieuwe kometen op, waaronder 12P/Pons-Brooks, 16P/Brooks en C/1911 O1 (Brooks). Hij experimenteerde ook met astrofotografie.

## Prijzen
Geduren zijn leven kreeg Brooks de medaille van het Lick Observatorium van de Astronomical Society of the Pacific, de internationale jury op de St. Louis tentoonstelling, de Astronomical Society of Mexico medaille en de Lalande prijs van de Académie des Sciences.
Hij ontving ook een eredoctoraat aan het Hobart College.